# Natascia Hagg
Natascia Hagg (* 22. Oktober 1992) ist eine ehemalige Schweizer Unihockeyspielerin.

## Karriere
Hagg begann ihre Karriere im Alter von 13 Jahren bei den Hardsticks Adliswil. 2008 wechselte sie in den Nachwuchs von Zug. 2009 debütierte sie in der ersten Mannschaft des UHC Zugerland in der Nationalliga B. Sie wurde in der Saison 2009/10 einige Male eingesetzt und erzielte Scorerpunkte. In der zweiten Saison konnte sie ihre Torausbeute erhöhen, was ihr 2011/12 ebenfalls gelang. 2012/13 gehörte Hagg zu den Stammspielerinnen vom UHC Zugerland und erzielte 14 Skorerpunkte, was dem höchsten Wert ihres Teams entsprach.
Zur Saison 2014/15 unterschrieb sie einen Vertrag bei Zug United in der höchsten Schweizer Spielklasse. Gleich in ihrer ersten Saison absolvierte sie 22 Partien. Dabei konnte sie vier Tore erzielen. Die zweite Saison im blau-weissen Dress der Zugerinnen konnte sie ihre Quote auf sieben Tore und vier Assist verbessern. 2016/17 konnte sie ihre Leistungen mit elf Toren und fünf Assists bestätigen.
Am 11. April 2017 gab Zug United die Vertragsverlängerung um ein Jahr bekannt.
Nur wenig später nachdem sie sich mit Zug United über die Fortführung ihrer Karriere geeinigt hatte, gaben die Chilis den Transfer von Hagg bekannt.  Am 22. Mai 2018 verkündeten die Hot Chilis den Abgang der Stürmerin.